# HD 169830
HD 169830 (HR 6907 / HIP 90485 / SAO 186838) es una estrella de magnitud aparente +5,91 situada 1,5° al oeste de Kaus Medius (δ Sagittarii) en la constelación de Sagitario.
Se encuentra a 118,5 años luz del sistema solar.
Desde 2003 se conoce la existencia de dos planetas en órbita alrededor de esta estrella.
HD 169830 es una estrella blanco-amarilla de tipo espectral F7V o F8V. Con una temperatura efectiva de 6266 K y 4,6 veces más luminosa que el Sol, es una estrella similar a Asellus Primus (θ Bootis), pero está 2,5 veces más alejada que ésta. Su radio es un 80% más grande que el radio solar y gira sobre sí misma con una velocidad de rotación proyectada de 3,8 km/s.
HD 169830 tiene una elevada metalicidad, con una abundancia relativa de hierro un 62% mayor que la del Sol. Muestra un enriquecimiento similar de titanio, no tan acusado para elementos como níquel, silicio y sodio, con contenidos por encima de los valores solares en torno al 25%.
Su masa es aproximadamente un 40% mayor que la del Sol y su edad se estima en 4950 millones de años.

## Sistema planetario
El primer planeta, HD 169830 b, fue descubierto en 2000 y tiene una masa mínima casi 3 veces mayor que la masa de Júpiter. A una distancia de 0,8 UA de la estrella —un 20% más cerca que la Tierra del Sol—, completa una órbita cada 226 días.
El segundo planeta, HD 169830 c, se encuentra más alejado, a una distancia similar a la que se encuentra el cinturón de asteroides respecto al Sol. Tiene una masa 4 veces mayor que la de Júpiter y completa una órbita cada 2102 días. Fue descubierto en 2003.
| Acompañante (En orden desde la estrella) | Masa (MJ) | Período orbital (días) | Semieje mayor (UA) | Excentricidad |
| ---------------------------------------- | --------- | ---------------------- | ------------------ | ------------- |
| HD 169830 b                              | > 2,88    | 225,62 ± 0,22          | 0,81               | 0,31 ± 0,03   |
| HD 169830 c                              | > 4,04    | 2102 ± 264             | 3,6                | 0,33 ± 0,02   |